# الساندرو سالوی
الساندرو سالوی (انگلیسی: Alessandro Salvi؛ زادهٔ ۵ ژوئن ۱۹۸۸) بازیکن فوتبال اهل ایتالیا است.
از باشگاه‌هایی که در آن بازی کرده‌است می‌توان به باشگاه فوتبال پالرمو اشاره کرد.